# موریتس کانتور
موریتس بندیکت کانتور (به آلمانی: Moritz Benedikt Cantor) (زادهٔ ۲۳ اوت ۱۸۲۹ در مانهایم-درگذشتهٔ ۹ آوریل ۱۹۲۰ در هایدلبرگ) تاریخ‌نگارریاضیات اهل آلمان و نخستین پروفسور تاریخ ریاضیات در آلمان بود.

## زندگینامه
او تحصیلات مقدماتی را در هایدلبرگ انجام داد و سپس از سال ۱۸۵۱ در گوتینگن زیر نظر ریاضیدانانی همچون گاوس، ویلهلم وبر و موریتس اشترن و از سال ۱۸۵۲ در برلین زیر نظر دیریشله و یاکوب اشتاینر پی گرفت. وی در سال ۱۸۵۱ درجه دکترا را دریافت کرد و در سال ۱۸۵۳ در هایدلبرگ با رساله ای دربارهٔ «ریشه‌های حساب» به استادی رسید و به تفاریق در سالهای ۱۸۶۰ و ۱۸۷۰ در آنجا تاریخ ریاضیات درس می‌داد. در سال ۱۹۰۰ در کنگره جهانی ریاضیدانان در پاریس دربارهٔ تاریخ ریاضی سخنرانی کرد. او در سال ۱۸۷۵ به درجه پروفسور افتخاری رسید.

## آثار
کانتور بیش از همه به دلیل کتابش «درسهایی دربارهٔ تاریخ ریاضیات» شناخته شده‌است که در آن به تاریخ ریاضیات تا پایان سده ۱۸ میلادی می‌پردازد. البته پس از چاپ، لغزشهای فراوانی در این کتاب پیدا شد و برخی منتقدان کانتور همچون گوستاف انشتورم لغزشهای آن را در مجله‌های تاریخ ریاضیات و جداگانه گوشزد کردند. برای نمونه، کانتور در کتابش، ریشه اعداد هندی را به اشتباه در نزد فیثاغوریان می‌داند چرا که کتاب هندسه ای را که به بوئتیوس نسبت داده می‌شد و در سده ۱۱ میلادی نوشته شده بود به عنوان نوشته اصلی بوئتیوس در این زمینه در نظر می‌گرفت. او نخستین بار این دیدگاه را در کتاب «آثار ریاضیات در زندگی فرهنگی مردمان» مطرح کرد. با اینهمه، این اثر یکی از نوشته‌های بنیادین در زمینه تاریخ ریاضیات حتی تا به امروز است. او از سال ۱۸۵۹ جزو ناشران مجله «ریاضی و فیزیک» بود و با چاپ مجلدهای ضمیمه دربارهٔ تاریخ ریاضی، آن را به مجله ای مهم در این زمینه بدل کرد. او همچنین زندگینامه‌های فویرباخ، گاوس، لئوناردو دا وینچی، کاردانو و کوپرنیک را به چاپ رساند.